# Ožujsko

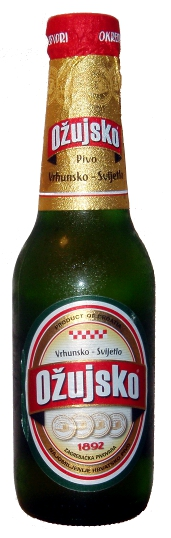
Egy üveg Ožujsko

Az Ožujsko (ejtsd: Ozsujszko) vagy röviden Žuja (ejtsd: Zsuja) egy horvát sörmárka, ami a Zágrábi sörgyár legfontosabb terméke. A sörgyár jelenlegi tulajdonosa a multinacionális Molson Coors Brewing Company.
A sör gyártása 1892-ben kezdődött. Nevét a március horvát nevéről (Ožujak) [ejtsd: Ozsujak] kapta, mert a hagyomány szerint ekkor készülnek a legjobb sörök.
Alkoholtartalma 5%.